# Proteles cristata
El lobo de tierra o proteles (Proteles cristata) es una especie de mamífero omnívoro de la familia Hyaenidae, que, al contrario que las demás hienas, es un tímido insectívoro solitario. Es el único miembro de su género y de la subfamilia Protelinae.
Existen dos poblaciones diferenciadas del lobo de tierra. La primera se distribuye en el sur de África: Botsuana, Namibia, Sudáfrica, sur de Angola, sur de Zambia y sudoeste de Mozambique. La segunda se encuentra en zonas que abarcan desde Tanzania central, Uganda, Kenia, Somalia hasta los desiertos de Etiopía, Sudán y el sur de Egipto.

## Características

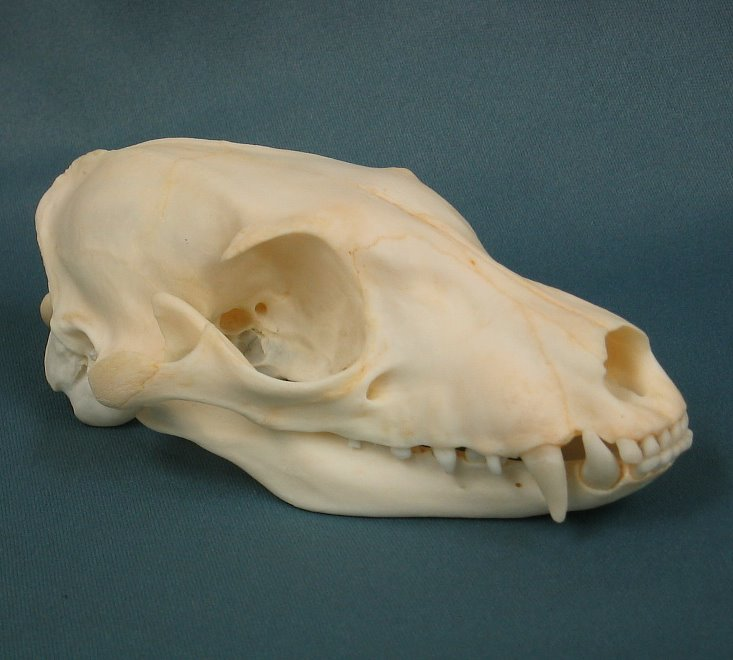
Cráneo de lobo de tierra

En comparación con sus parientes más cercanos, sus patas delanteras son más largas y su cuerpo presenta un ligero declive desde la cabeza hacia la cola, característica que se acentúa con las crines en forma de cresta que van desde el cuello hasta los hombros y se erizan cuando el animal está alerta. Sus miembros anteriores terminan de cinco dedos y los posteriores en cuatro, mientras que las hienas poseen cuatro dedos en todos sus pies.
Sus dientes son pequeños y muy separados, con los molares rudimentarios, lo que está relacionado con su dieta. La comida es molida por los músculos del estómago. Su pelaje es blanco amarillento, un poco grisáceo o rojizo con tres rayas negras verticales a ambos lados y diagonales en sus patas traseras y delanteras.
Alcanza una longitud cabeza-cuerpo de entre 55 y 80 cm, más de 20 a 30 cm de la cola y una alzada en la cruz que oscila entre 45 y 50 cm. Pesa de 9 a 14 kg.

## Comportamiento

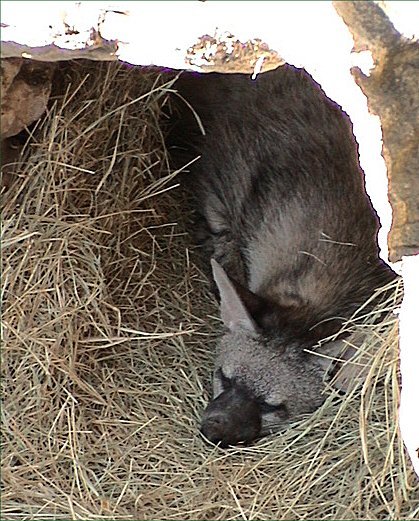
Lobo de tierra descansando

Es de hábitos solitarios y nocturnos, por lo que durante el día descansa en galerías, frecuentemente excavadas por cerdos hormigueros, a veces por ellos mismos o agrandadas de las de animales de menor tamaño; marca su territorio mediante la orina, heces y olores producidos por secreciones de la glándula anal.

### Alimentación
Muy de vez en cuando da caza a algún animal vertebrado, como aves o roedores, pero su dieta se compone casi en su totalidad de termitas que se alimentan en la superficie y atrapa con su viscosa lengua. También come larvas y gusanos entre otras criaturas de cuerpo blando.
Esta dieta tiene la gran ventaja de prácticamente carecer de competidores que puedan hacer frente a este animal, además de gastar muy poca energía para obtenerla y sorprendentemente contiene un alto valor energético. Un solo ejemplar puede comer hasta más de 250.000 termitas en una noche.

### Cría
Tras un período de gestación de entre 90 y 110 días nacen de 2 a 3 cachorros, que estarán preparados para salir de la madriguera a partir de las cuatro semanas. Se destetan a las 16 semanas.